# Хасаново (Баймакский район)
Хаса́ново (баш. Хәсән) — деревня в Баймакском районе Республики Башкортостан России. Входит в состав Татлыбаевского сельсовета.

## Географическое положение
Расстояние до:
- районного центра (Баймак): 32 км,
- центра сельсовета (Татлыбаево): 10 км,
- ближайшей железнодорожной станции (Сибай): 12 км.

## Население
| 2002 | 2009 | 2010 |
| ---- | ---- | ---- |
| 38   | ↗48  | ↗57  |

### Национальный состав
Согласно переписи 2002 года, преобладающая национальность — башкиры (100 %).

## Религия
В деревне есть мечеть.